# Clem Cattini
Clemente Anselmo Arturo Cattini (20 de agosto de 1937) es un baterista británico de rock and roll, que fue miembro de The Tornados antes de ser conocido por su trabajo como músico de sesión. Es uno de los bateristas más prolíficos de la historia de las grabaciones en el Reino Unido, y ha aparecido en cientos de grabaciones de artistas tan diversos como Cliff Richard y Lou Reed, y ha participado en 42 sencillos número uno en el Reino Unido.

## Carrera

### Inicios
Nacido de padres italianos que vivían en Stoke Newington, al norte de Londres (Reino Unido), Cattini trabajó en el restaurante de su padre antes de decidirse a seguir una carrera musical. 
Comenzó como baterista en el 2i's Coffee Bar, acompañando a artistas como Terry Dene, antes de unirse a la banda de gira conocida como los Beat Boys, acompañando a cantantes dirigidos por Larry Parnes, como Marty Wilde y Billy Fury.
Luego se unió a Johnny Kidd & the Pirates, tocando en su éxito "Shakin' All Over", y se convirtió en el baterista interno de Joe Meek, respaldando a artistas como John Leyton y Don Charles, antes de ayudar a fundar los Tornados en 1961, y tocar en su éxito internacional número 1 "Telstar".

### Músico de sesión
En 1965 se convirtió en músico de sesión, tocando la batería en temas de The Kinks, Herman's Hermits, Dusty Springfield, The Merseybeats, Bee Gees, Lulu, Marianne Faithfull, Tom Jones, P. J. Proby, The Hollies, Paul y Barry Ryan, Gene Pitney, Donovan, The Love Affair, Jeff Beck, Engelbert Humperdinck, Nirvana, The Ivy League, Edison Lighthouse, The Yardbirds, The Family Dogg, Marc Bolan, Clodagh Rodgers, Keith West, The Flower Pot Men, Georgie Fame, Roy Harper, Ralph McTell, Harmony Grass, Joe Cocker, Graham Gouldman y Brian Auger.
En los años 70, tocó en grabaciones de Marvin, Welch & Farrar, Lou Reed, Cliff Richard, Justin Hayward, Phil Everly, Julie Covington, Claire Hamill, Alvin Stardust, The Bay City Rollers, Kenny, The Wombles, Brotherhood of Man, Carl Douglas, Christie, Tim Rose, Demis Roussos, The Goodies, Stephanie de Sykes, John Betjeman, Malcolm and Alwyn, John Schroeder, Paul McCartney, Hank Marvin, Mike Batt, Chris Spedding, Bob Downes, Dave Kelly, Sweet Dreams, Christopher Neil, Evelyn Thomas, Barbara Pennington, Slapp Happy, Apollo 100, Mike Berry y Grace Kennedy, los grupos de estudio de Alan Parker Hungry Wolf y Ugly Custard, y grupos de rock progresivo como Beggar's Opera, Amazing Blondel y Edwards Hand.
Cattini ha tocado en al menos 42 sencillos número 1 en el Reino Unido, entre ellos "Telstar", "Tears" de Ken Dodd, "Two Little Boys" de Rolf Harris, "Grandad" de Clive Dunn, "Ernie (The Fastest Milkman in the West)" de Benny Hill, "Whispering Grass" de Windsor Davies y Don Estelle, "Welcome Home" de Peters and Lee, "Barbados" de Typically Tropical, "No Charge" de J.J. Barrie, "Save Your Love" de Renée y Renato, y "(Is This The Way To) Amarillo" de Tony Christie con Peter Kay.
También tocó en la orquesta del programa Top of the Pops de la BBC, y realizó giras con Cliff Richard, Roy Orbison, Lynda Carter, The Kids from "Fame"y muchos otros. 
También se le tuvo en cuenta para Led Zeppelin, ya que en un principio estaba en la lista de Jimmy Page para tocar la batería cuando se formó la banda, antes de que se decidiera por John Bonham. Anteriormente había tocado junto a John Paul Jones en el éxito de Donovan "Hurdy Gurdy Man".
En la década de 1980, reactivó el nombre de The Tornados para las giras y, en 1989, tocó en la función del West End de The Rocky Horror Show.
Más recientemente, grabó la batería del tema "No Tears to Cry" del álbum de Paul Weller de 2010, Wake Up the Nation. Fue interpretado por James Corden en la película de 2009 Telstar, y apareció él mismo haciendo de chófer de John Leyton.

### Carrera posterior
En 2016, grabó una nueva versión del éxito de los años 60 "Telstar", con la banda de ska del norte de Londres, los Skammers.
Las memorias de Clem Cattini, My Life, Through The Eye of A Tornado, se publicaron en julio de 2019.